# ايمانويل لوسيرو
ايمانويل لوسيرو (بالإسبانية: Emanuel Lucero)‏ هو لاعب كرة قدم أرجنتيني في مركز الوسط، ولد في 8 يونيو 1995 في رفائيل كاستيلو في الأرجنتين. لعب مع فيليز سارسفيلد.

## وصلات خارجية
- ايمانويل لوسيرو على موقع Soccerway.com (الإنجليزية)